# SBS M
SBS M es un canal de música de televisión de pago de Corea del Sur. Presenta artistas pop de Corea del Sur, música internacional, noticias y algunos programas de telerrealidad Es propiedad de SBS Medianet y es el reemplazó del anterior SBS MTV.

logotipo de primer nombre anterior de SBS M, MTV Korea usado desde 1 de julio de 2001 hasta 1 de noviembre de 2011.

logotipo de segunda nombre anterior de SBS M, SBS MTV usado desde 1 de noviembre de 2011 hasta 1 de julio de 2022

## Historia
De 1994 a 1999, MTV, a través de un acuerdo de asociación, mostró programas en el canal de televisión Mnet CheilJedang.
En enero de 2001, el bloque MTV volvió a OnGameNet, entonces propiedad de On-Media de Orion Group. Cuando finalmente en julio de 2001, On-Media y Viacom lanzaron MTV Korea . Su asociación terminó en 2008.

En 2008, C&M adquirió MTV Korea.
En septiembre de 2011, SBS, una emisora comercial de Corea del Sur, se convirtió en el socio oficial de Viacom (hoy Paramount Global). Con esto, MTV se convirtió en parte de SBS y cambió su nombre a SBS MTV en noviembre de 2011.
A partir del 30 de junio de 2022, el canal se cerró y se reemplazó bajo SBS M, al mismo tiempo, Nickelodeon Korea también cerró sus transmisiones fue reemplazado por KiZmom, ambos fueron renovados en su totalidad por la SBS. Estos cambiaron de marca debido a la llegada de Paramount+ a Corea del Sur, cuya plataforma de transmisión se incluyó en la plataforma de transmisión de CJ E&M, TVING.

## Programas
- KSTAR Noticias 840
- SBS Inkigayo
- Hombre corriendo
- estrella del k-pop
- Canal Fiestar
- El espectáculo
- El espectáculo de trote
- El gran placer del escenario
- Héroe KPOP
- SBS M KPOP 20
- Fuera de horas
- Llamada de despertador
- VOLVER A LOS 90
- GOLPES : Clásico
- NUEVO : ESTALLIDO
- NUEVO : K-POP
- VIVE 4U
- Yogobara
- TENGO7
- Lovelyz en el país de las maravillas (kor: 이상한나라의 러블리즈; Isanghannalaui leobeullijeu)
- Hola, Daniel (kor: 안녕, 다니엘)
- Mapa del tesoro

## VJ actuales
- Nara
- Supasize
- Semi
- Seorak
- Kewnsung
- Hongwook
- rima mc
- Seunggwang
- Tim
- G-Ma$ta
- jung min
- Hanbyul
- Janet
- Joi
- Sara
- Bin
- Yuri